# 永田一朗
永田 一朗（ながた いちろう、9月18日 - ）は、日本の男性俳優、声優。劇団芸協所属。

## 人物
趣味・特技はクラッシック鑑賞、サイクリング、手こぎボート、麻雀、将棋二段、けん玉。

## 出演作品

### 舞台
- 劇団芸協 稽古場公演とよだその23回公演「女子寮記」（2003年12月10日〜14日、劇団芸協豊田アトリエ）
- 劇団芸協 稽古場公演とよだその29回若手公演「〜岸田國士 魂の韻律〜」（2007年5月18日 - 22日、劇団芸協豊田アトリエ）
- 劇団芸協 稽古場公演とよだその30回公演（2008年6月11日 - 15日、劇団芸協豊田アトリエ）
- 劇団芸協 第31回公演「花咲く港」（2008年2月8日 - 11日、武蔵野芸能劇場）※田中和実追悼公演
- 劇団芸協 第32回公演「二つの月曜日の思い出」（2009年2月24日 - 28日、武蔵野芸能劇場）
- 劇団芸協 第33回公演-宇野信夫一幕劇集-「泪橋/置き忘れた荷物」（2009年12月10日 - 13日、武蔵野芸能劇場） - 大工・亀吉 役
- 劇団芸協 稽古場公演とよだその32回公演「清兵衛と瓢箪」（2010年6月2日 - 6日、武蔵野芸能劇場）※白チーム

### テレビアニメ
1995年
- キテレツ大百科（兵士）

1996年
- キテレツ大百科（桑野完太）
- ドラゴンボールGT（商人A、リベト、兄ちゃんA）

2003年
- プラトニックチェーン（カズオ）

### OVA
1994年
- 新・キューティーハニー

### 劇場アニメ
1995年
- はじまりの冒険者たち レジェンド・オブ・クリスタニア（封印の民）
- ドラゴンボールZ 龍拳爆発!!悟空がやらねば誰がやる（野次馬）

### ゲーム
- ラングリッサーシリーズ（ライアス、ベルヌーイ、ベルガー）

1997年
- ダークハンター 〜（上）異次元学園〜（真下剛三）
- メルティランサー Re-inforce（犯罪者B）※PS
- ラングリッサーIV（兵士）
- 惑星攻機隊りとるキャッツ（整備技師長）※PC

1998年
- メルティランサー Re-inforce（犯罪者B）※SS
- 惑星攻機隊りとるキャッツ（整備技師長）※PS

### ドラマCD
- 王都妖奇譚〜化石の海〜（公家）
- 王都妖奇譚〜妖星〜後編（陰陽寮の弟子）
- 黒髪のキャプチュード ドラマCD VOL.1
- CDドラマコレクションズ 三國志
  - 諸葛亮征嵐伝 一ノ巻 ※第二部
  - 諸葛亮征嵐伝 二ノ巻 ※第二部
  - 諸葛亮征嵐伝 三ノ巻 ※第二部
  - 諸葛亮征嵐伝 四ノ巻 ※第二部
  - DX5 三國志満漢全席BLACK ※三國志DX
- ルビーCDコレクション 恋文（部員(1)）
- パンツァーポリス -ようこそ機甲都市伯林へ!-（アインス1）※もとはラジオドラマとして（文化放送）
- ブラックロッド Vol.1（オブジェクトリーダー）
- 妖魔の封印 第2巻〜転生・光と闇の章〜（ラザイア）
- 妖魔の封印 第3巻〜永遠の愛の章〜（ラザイア）
- -ルナティックフェスタ-（キリーの手下(1)）

### ナレーション
- パチンコ激闘伝!実戦守山塾（MONDO TV）